# Philip Huang Chao-ming
Philip Huang Chao-ming (chiń. 黃兆明; pinyin Huáng Zhàomíng; ur. 23 sierpnia 1954 w Fuli) – tajwański duchowny rzymskokatolicki, od 2001 biskup Hualian.